# Wiener Große Allianz
Die Wiener Große Allianz gegen Ludwig XIV. von Frankreich entstand 1689, als England und die Niederlande unter Wilhelm von Oranien der Augsburger Allianz zwischen Kaiser Leopold I., König Karl II. von Spanien, König Karl XI. von Schweden, Kurfürst Maximilian II. Emanuel von Bayern und diversen anderen Reichsständen beitraten.
Ziel der Großen Wiener Allianz war die Wahrung der Vereinbarungen des Westfälischen Friedens und des Pyrenäenfriedens. Mit dem Frieden von Rijswijk löste sich dieses Bündnis 1697 auf, doch schon 1701 bildeten während des Spanischen Erbfolgekriegs das Reich, England und die Niederlande eine erneute Allianz gegen Frankreich (Haager Große Allianz).